# Красний Десант (хутір)
Красний Десант — хутір, адміністративний центр Поляковського сільського поселення Неклинівского району Ростовської області.
Населення — 1020 осіб (2010 рік).

## Географія
Хутір Красний Десант розташовано на Міуському півострові на узбережжі Азовського моря.

### Вулиці
| - вул. Гагаріна, - вул. Нова, - вул. Жовтнева, - вул. Петровська, - вул. Піонерська, - вул. Садова, | - вул. Північна, - вул. Смирнова, - вул. Сніжна, - вул. Степова, - вул. Фрунзе, - вул. Чехова, - вул. Чкалова. |

## Історія
Сільце Мар'ївка було засновано капітаном фрегата «Фенікс», учасником Російсько-турецької війни 1768—1774 років — Георгієм Бенардакі, греком за національністю. Прийнявши російське підданство, він у 1771 році отримав землю на Міуському півострові, що імператриця Катерина II дарувала всім, хто звів її на престол, або був її сподвижником. Після 1874 року земля перейшла у власність Якова Соломоновича Полякова, а Мар'ївка була перейменована на Поляковку. За радянської доби хутір було перейменовано на Красний Десант.

## Пам'ятки
- Пам'ятник бійцям Красного десанту на хуторі (скульптор В. В. Руссо).
- Церква Марії Магдалени.